# Condado de Noxubee
O Condado de Noxubee é um dos 82 condados do estado norte-americano do Mississippi. A sua sede de condado é Macon, que é também a sua maior cidade.
O condado tem uma área de 1813 km² (dos quais 13 km² estão cobertos por água), uma população de 29 676 habitantes, e uma densidade populacional de 6,4 hab/km² (segundo o censo nacional de 2010). O condado foi fundado em 1833 e o seu nome provém da palavra nakshobi que significa "cheiro" na língua da tribo ameríndia Choctaw.